# Karel Otáhal
Karel Josef Otáhal (19. ledna 1901 Kostelec na Hané – 23. srpna 1972 Velké Opatovice) byl český sochař a představitel realistického portrétního sochařství.

## Život
Narodil se v roce 1901 v Kostelci na Hané. Vyučil se mlynářem v Nedakonicích. Jeho velkou zálibou bylo malování. Po absolvování vojenské služby v Praze, kde působil jako kreslič map, začal studovat na Umělecko-průmyslové škole, obor sochy. Na škole, v rámci absolventské práce, vytvořil sochu Jana Kubelíka. Za toto dílo byl odměněn stipendiem k jeho studijní cestě do Paříže. Po krátkém pobytu ve Francii odjel do italského Říma, jakožto stipendista italské vlády. Zde studoval na Akademii výtvarných umění v Římě, kde získal diplomem italské akademie.
V roce 1934 se vrátil zpět do Prahy. V roce 1939 získal cenu České akademie věd a umění za soubor významných umělců. V roce 1943 se přestěhoval do Velkých Opatovic.
Zemřel v roce 1972 ve Velkých Opatovicích, ve věku 71 let.